# Mistela

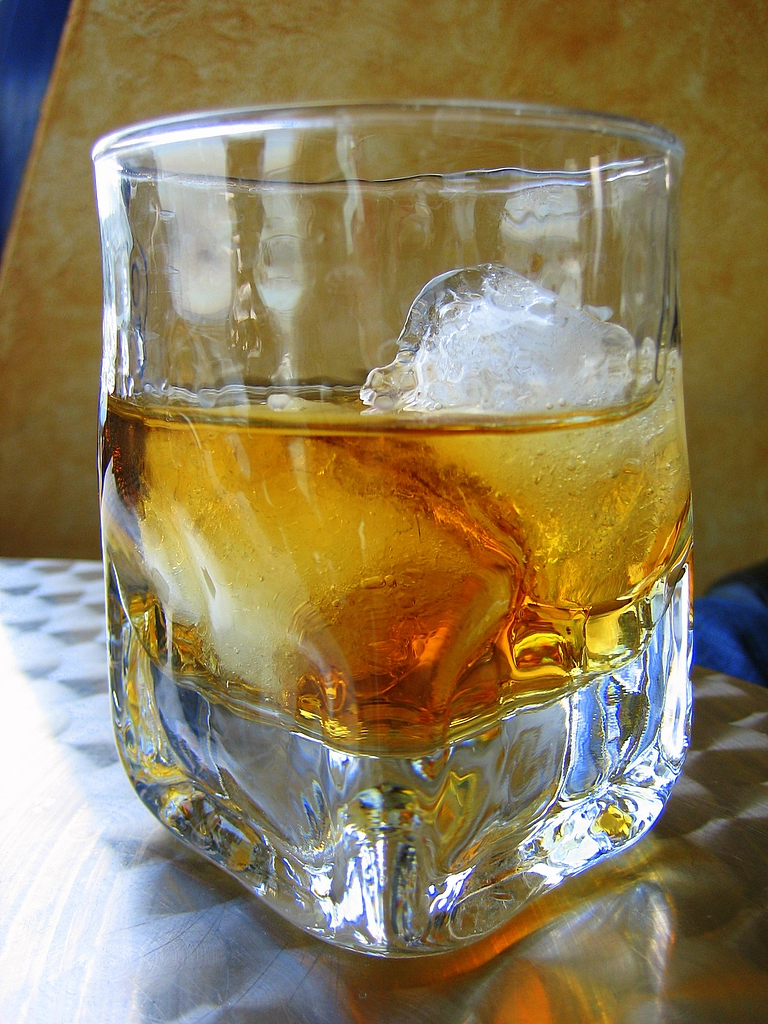
Mistela

La mistela es un licor elaborado con la mezcla de mosto de uva y alcohol. Generalmente de sabor dulce, se toma como acompañamiento de los postres.

## Etimología
El Diccionario de la Real Academia Española (DRAE), en sus ediciones antiguas, hacía derivar mistela (de la que también se recoge la variante en desuso mixtela) del latín mixtus 'mezclado'. Sin embargo, a partir de la 22.ª edición (2001) señala que quizá provenga del italiano mistella. Sin embargo, en esa lengua parece ser un extranjerismo o dialectalismo, ya que no aparece en los diccionarios de referencia como el de Zingarelli.
El Petit Larousse Compact de 2003 considera al francés mistelle un préstamo del castellano, derivado a su vez de misto 'mezclado'. La palabra francesa pasó al inglés, donde el diccionario Merriam-Webster cita la palabra española como derivada de misto, mixto 'mezclado', a su vez del latín mixtus, participio de miscēre 'mezclar'.

## Definiciones
Las sucesivas ediciones del Diccionario de la Real Academia Española proporcionan, desde hace tiempo, dos acepciones de la palabra  mistela : 1º “Bebida que se hace con aguardiente, agua, azúcar y otros ingredientes, como canela, hierbas aromáticas, etc.” 2º “Líquido resultante de la adición de alcohol al mosto de uva en cantidad suficiente para que no se produzca la fermentación, y sin adición de ninguna otra sustancia”.
La primera acepción —aguardiente, agua azúcar y otros ingredientes— no puede considerarse una bebida identificable, que sugiera algo conocido en la mente de alguien. Hay muchas bebidas con esos ingredientes. El propio diccionario de la Real Academia define de un modo parecido el hipocrás y el resolí No es de extrañar que los diccionarios de español-italiano, español-inglés y español-alemán lo mismo que la Enciclopedia Espasa no tengan en cuenta ni se hagan eco de esa primera acepción. Acogen, en cambio, la segunda: “Líquido resultante de la adición de alcohol al mosto de uva en cantidad suficiente para que no se produzca la fermentación, y sin adición de ninguna otra sustancia”. En el mismo sentido definen la mistela Alexis Lichine, Carlos Delgado, Ezio Falconi, etc.
La fermentación del mosto de uva, en condiciones ambientales normales, se detiene espontáneamente cuando la graduación alcohólica alcanza los quince grados. Un modo de detener la fermentación es añadir alcohol o aguardiente al mosto en fermentación, antes de que alcance esos quince grados. Se consigue así que el producto resultante conserve sabor a mosto. Y ese es el modo más generalizado de elaborar una mistela. Ese producto es llamado en castellano “mosto apagado” y en francés “vin muté”. En el Sur de Francia llaman “carthagène” a la bebida consistente en añadir alcohol a un mosto que no ha fermentado en absoluto.

## Mistelas compuestas

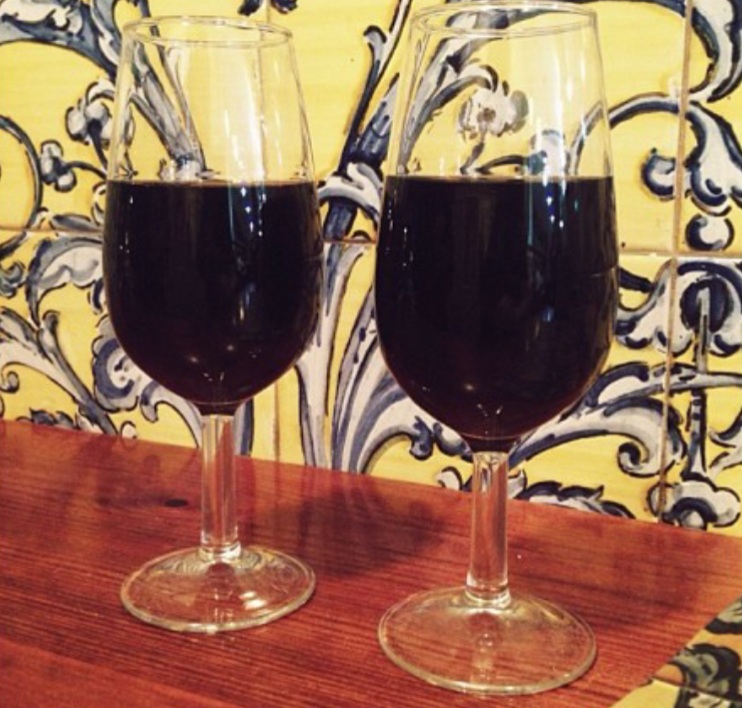
Vino costarricense de naranja añejado con anís.

Como sucede con todas las bebidas, cabe componer una mistela con diversas sustancias: yerbas, anís, corteza de naranja, clavo, etc. Si el predominio de esos sabores es muy acusado llega un momento en que la mistela llega hasta perder su identidad e incluso su nombre. Tal sucede con el “vermut”, que casi siempre tienen como base una mistela, especialmente en los vermuts franceses. Se suele tratar de bebidas dulces —amargas o no— que se consumen como aperitivo. Hay muchos aperitivos basados en mistelas. Son difíciles de definir porque los fabricantes varían sus fórmulas a lo largo del tiempo y sus recetas se consideran secretas. Generalmente consisten en una mezcla de vino con mistela a la que se añaden sabores de quina, sustancias amargas, aromatizantes, etc.
Una mistela muy conocida es la llamada “Pineau de Charentes”, usada generalmente como aperitivo. Michael Jackson la describe así: “Aperitivo dulzón suave pero agradable y con cuerpo, producido en la propia denominación de origen controlada de coñac, mediante la mezcla de brandy excedente con zumo de uva fresca en proporción de dos a una”. El mosto con el que se hace la mistela puede apagarse bien con aguardiente de coñac, bien con ron, bien con vodca, con ginebra o con lo que se desee. Generalmente no se eligen buenos aguardientes.
La mistela (también llamada ron en algunos ámbitos populares, cuando el mosto es apagado con ron) es típica de muchas zonas de España; entre ellas la Marina Alta, Turís, Utiel, Requena, Campo del Turia (Casinos, Liria...) y Cheste (en la Comunidad Valenciana); la provincia de Granada, más concretamente los pueblos que rodean Sierra Nevada como los del Marquesado del Zenete y los de la comarca de la Alpujarra Granadina, así como las comarcas de Guadix, Baza y Huéscar; también la provincia de Almería, en la Alpujarra Almeriense y en municipios de la comarca del Almanzora y Sierra de los Filabres como Chercos; y el sudeste de la provincia de Albacete.

### Chile
En Chile el consumo de mistela de dio a partir de la llegada de los españoles, pese a oposición de las autoridades de entonces. De hecho, en 1799 se decretó una pena de ocho días de cárcel para quienes fueran sorprendidos distribuyendo esta bebida. Ya desde esos años empezaron a aparecer variedades locales de la preparación, como el «apiado», hecho de apio y al que se atribuyen propiedades medicinales, o el «murtado», hecho con murtilla, un fruto propio de la zona centro y sur del país.

### Costa Rica
Las mistelas son unas de las bebidas alcohólicas más tradicionales en la gastronomía de Costa Rica y se le produce desde la llegada de los españoles. Existen numerosas variantes, la más común se trata de un licor fermentado a base de frutas frescas, que también es conocido como vino debido a su semejanza organoléptica con esa bebida. Además, en algunas áreas rurales existen otras preparaciones conocidas como mistela, elaboradas a partir de la mezcla de algún licor con el mosto de la uva, con leche, canela y azúcar o con sirope de kola.

## Vinos con sabor a mosto y mistelas
Obtener un vino con sabor a mosto puede hacerse apagando el mosto en fermentación. Pero también puede obtenerse vino con sabor a mosto por otros procedimientos. Cabe suprimir los nutrientes de la levadura, con lo que la fermentación alcohólica se detiene a la graduación deseada. Cabe, mediante una breve exposición del mosto a temperaturas bajo cero, matar todos los microorganismos.
En los países en los que la uva madura mucho, no todos los azúcares llegan a fermentar, porque la fermentación se detiene a los quince grados, antes de que lleguen a fermentar todos los azúcares. Se obtienen así vinos con sabor a mosto. Otro modo de obtener uvas muy ricas en azúcares es dejarlas secar al sol, lo que está al alcance de países muy fríos. Tienen muchos azúcares especialmente fructosa las uvas pasas o semi-pasas y las atacadas por botrytis cirinea, también llamada podredumbre noble. Se puede obtener así un vino con sabor a mosto —con características similares a la de un mosto apagado con alcohol—, sin necesidad de detener la fermentación mediante la adición de alcohol.
El concepto de mistela no parece que deba extenderse a ese tipo de vinos, que como es lógico son dulces. No hay mosto apagado, sino vino con el sabor dulce a fructosa propio del mosto. Esos productos son conocidos como vinos dulces naturales, “vins doux naturels”. Y se los continúa llamando así, aunque, tras la fermentación que no ha sido interrumpida mediante la adición de aguardiente, son posteriormente fortificados con aguardiente para alcanzar hasta unos dieciocho o veinte grados. Tal praxis es usual en Oporto, en Marsala y en Jerez. El aguardiente añadido en esos casos no detiene la fermentación.
Los vinos dulces naturales no suelen ser calificados de mistelas. La palabra mistela tiene connotaciones peyorativas. Se usa en la elaboración del vermut, tanto seco como dulce, y de otros vinos aromatizados. Pero, en general para las mistelas, vermuts y vinos aromatizados se utilizan vinos, que no pueden ser llamados malos pues sirven para hacer vermut, pero que no sirven para otra cosa.
Si se pregunta a bote pronto a un francés qué es una “mistelle” tiende a identificarlo con un vino dulce y oscuro, especialmente con el usual para celebrar misa, “le vin du curé”. En el caso del vino de misa, se desea que no contenga mucho alcohol. Por ello la fermentación del mosto se suele detener, pero lógicamente sin recurrir a la adición de alcohol. Las uvas muy maduras suelen contener muy poco fermento y sobre todo muy poco nutriente, con lo que la fermentación alcohólica se detiene espontáneamente cuando se alcanzan los cinco o seis grados. En cualquier caso, cabe mediante un filtrado —no mediante adición del alcohol— detener la fermentación en el momento deseado eliminando los nutrientes del fermento. El resultado es un vino bajo en graduación en el que hay gran abundancia de azúcares. Tal acontece también con la llamada “esencia de Tokay”.
Otro modo de obtener vino con sabor a mosto es añadirle arrope. Cabe también añadir alcohol, no propiamente al mosto, sino a los hollejos. Y, en fin, caben procedimientos mixtos. “Arrope” es palabra de origen árabe, “rubb”, con significado de zumo de fruta cocido hasta quedar espeso. El arrope más típico es el de mosto de uva, utilizado en la elaboración de ciertos vinos, como el de Málaga y algunos de Oporto.
El art. 7 de la ley española de 2 de diciembre de 1970 define: “Arrope: es el producto resultante de la concentración o deshidratación de los mostos empleando el fuego directo o el “baño de María”, con sensible caramelización de los azúcares”. El arrope es muy utilizado en los llamados “vinos de postre” dotados de alta concentración de fructosa. La palabra “arrope” no tiene traducción buena a otros idiomas. En francés hay que acudir a la descripción: “moût cuit”. En italiano se dice “sapa”, que suena a jabón, que también se obtiene por espesamiento de un líquido. También se dice “mosto cotto”. En portugués se dice “jeropiga”, de la misma etimología que jarabe.

## Ingredientes
El número de ingredientes puede ir variando al gusto o según la zona, siendo su base un licor de alta graduación (aguardiente, generalmente) y el zumo de uva (mosto), mezclándose con distintos tipos de edulcorantes (azúcar blanquilla, azúcar moreno, miel) y aderezado con aromas naturales (clavo, canela en rama, granos de café, peladuras de limón y naranja, hierbas y especias varias). Esta puede ser una de las recetas detalladas, que podemos encontrar en Jérez del Marquesado ( (enlace roto disponible en Internet Archive; véase el historial, la primera versión y la última).), al pie de Sierra Nevada:
- Zumo de uva
- Aguardiente
- Azúcar
- Clavo
- Café molido
- Café en grano

## Elaboración
Se exprime la uva en un molinillo, colándola de modo que obtengamos un zumo limpio amarillento. Se mezclan 2 tercios del zumo con uno del aguardiente, y se le añade azúcar, aproximadamente 200 gramos cada 10 litros. Añadimos también el café molido, unos 100 gramos cada 10 litros y removemos bien.
Por último añadimos un puñado de granos de café con unos 3 o 4 clavos de especia por cada 10 litros, todo esto bien removido lo metemos en un recipiente cerrado, y lo dejamos reposar durante 40 días, agitando dicho recipiente, a poder ser, todos los días.
Pasados esos 40 días llega el paso de trasegar el licor de mistela. Para ello esperaremos 3 días sin agitar y retiraremos el licor con un tubo para que los posos queden en el recipiente.
La mistela ya está lista para tomar, y puede ser embotellada.